# Барич (Краків)

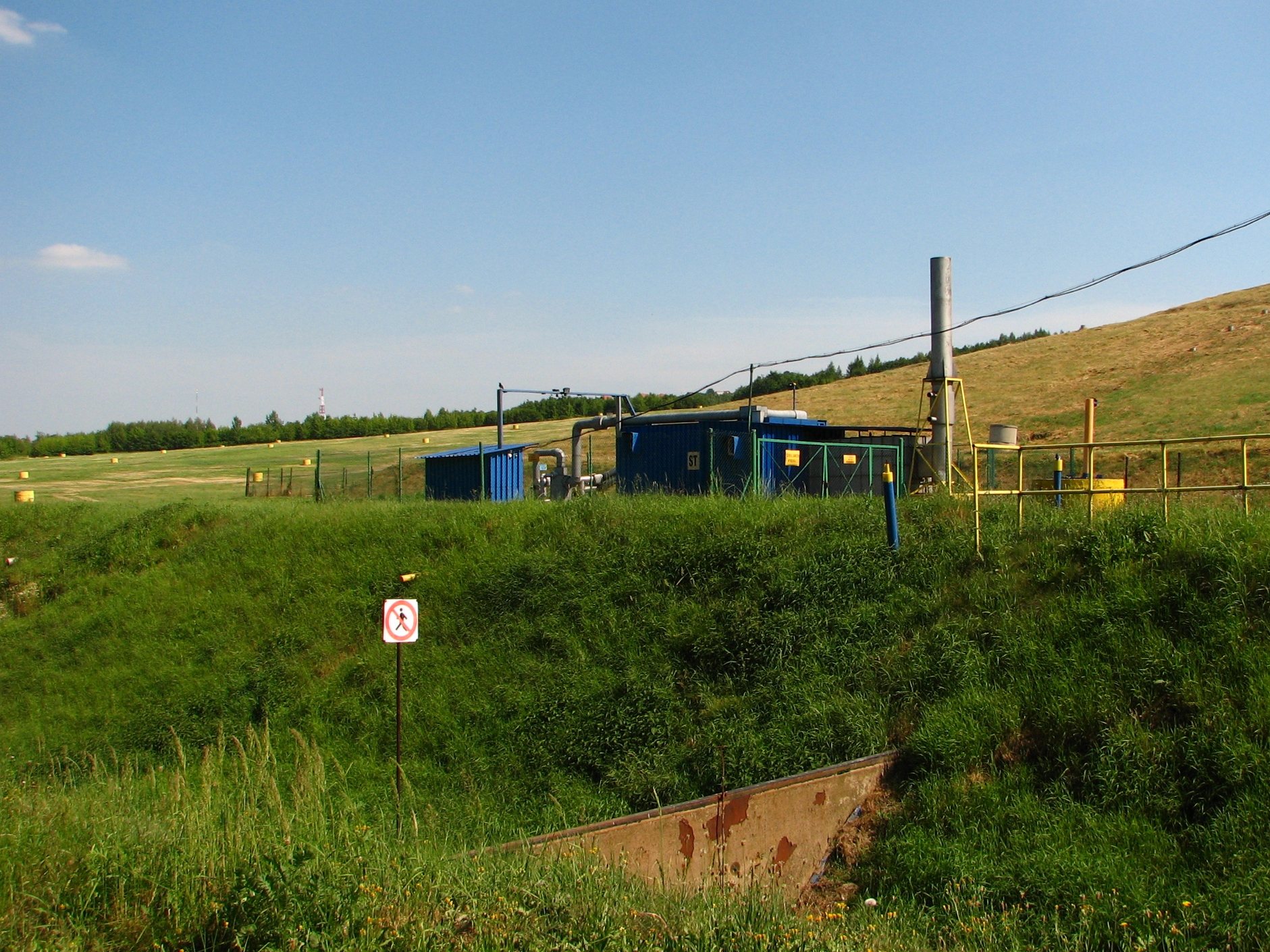
Терен міського сміттєзвалища в Баричі (2008)

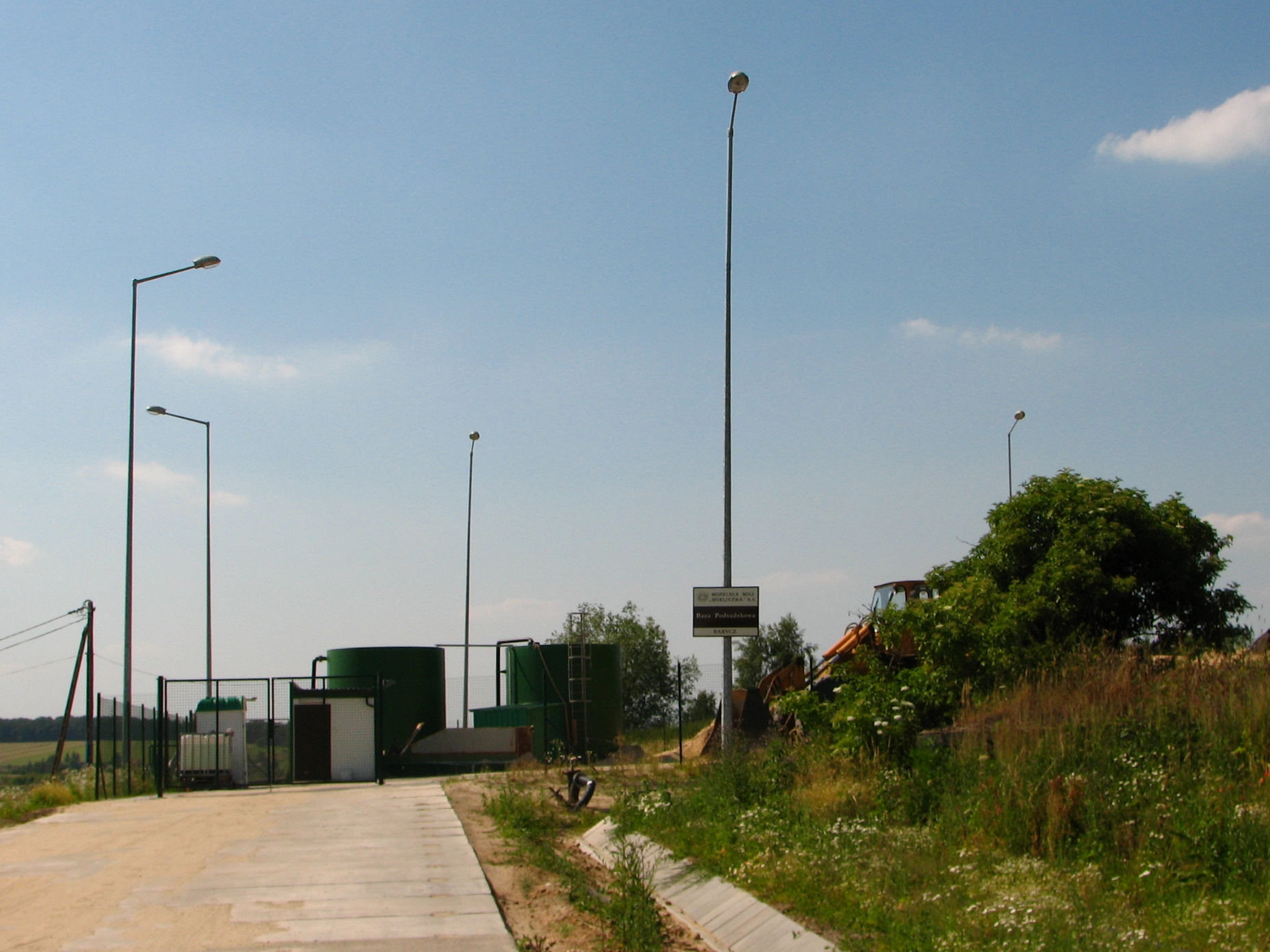
Розливна база соляної шахти Величка в Баричі (2008)

Барич (пол. Barycz) — місцевість Кракова, що входить до дільниці X Свошовіце.
Барич — колишнє село, яке в першій половині XIX століття було включено до складу Косочіце.
У 1974 році після видобутку солі, здійсненого соляною шахтою у Величці, в районі провалів було створено муніципальне звалище (сміттєзвалище) для Кракова та Велічки .